# Robert Weinberg
Robert Allan Weinberg, född 11 november 1942 i Pittsburgh i Pennsylvania, är en amerikansk biolog och cancerforskare.
Weinberg är professor vid Massachusetts Institute of Technology, där han innehar Daniel K. Ludwig-professuren i cancerforskning, och innehar även en forskningsprofessur vid American Cancer Society.
Weinberg forskar kring framför allt kring onkogener och den genetiska grunden för uppkomst av cancer.
Weinberg är ledamot av The National Academy of Sciences invaldes 1992 som utländsk ledamot av Kungliga Vetenskapsakademien. Han tilldelades National Medal of Science 1997, Wolfpriset i medicin 2004, delat med Roger Y. Tsien, och Prinsen av Asturiens pris 2004. 2007 promoverades han till medicine hedersdoktor vid Uppsala universitet, i samband med Linnéfesten.. 2008 fick Weinberg Visiting Professor Award av den svenska cancerforskningsstiftelsen The Georg & Eva Klein Foundation https://web.archive.org/web/20170920033345/http://gekleinfoundation.org/